# Buscant l'Eva
Buscant l'Eva (original: Blast from the Past) és una pel·lícula de 1999 dirigida per Hugh Wilson i protagonitzada per Brendan Fraser i Alicia Silverstone. Ha estat doblada al català.

## Argument
El 1962, el científic Calvin Webber (Christopher Walken) decideix amagar-se al seu búnquer al costat de la seva dona Helen (Sissy Spacek) en creure que ha començat una guerra nuclear. Trenta i cinc anys després, les provisions del refugi comencen a escassejar i és el seu fill Adam (Brendan Fraser), que no ha sortit mai, qui s'encarregarà de proveir-ne. Una vegada fora, Adam coneix Eva (Alicia Silverstone) i s'enamora d'ella. El problema és que Adam no li pot explicar el seu secret.

## Repartiment
- Brendan Fraser - Adam Webber
- Alicia Silverstone - Eva Rustikoff
- Christopher Walken - Calvin Webber
- Sissy Spacek - Helen Webber
- Dave Foley - Troy
- Rob Schneider - Pidolaire
- Joey Slotnick - Soda Jerk
- Dale Raoul - Mom
- Rex Linn - Dave
- Cynthia Mace - Betty
- Harry S. Murphy - Bob
- Hugh Wilson - Levy
- Nathan Fillion - Cliff
- Jenifer Lewis - Dr. Aron

## Rebuda
El film va rebre crítiques mixtes. A Rotten Tomatoes va tenir un 59% de comentaris positius.
A Metacritic té una ràtio d'un 48%. Roger Ebert donava a la pel·lícula 3 de 4 estrelles, afirmant que "la pel·lícula és divertida i entretinguda, però agrairia que en volgués més."